# 本村パーキングエリア
本村パーキングエリア（ほんむらパーキングエリア）は、広島県庄原市本村町の中国自動車道上にあるパーキングエリアである。

## 道路
- E2A 中国自動車道

## 施設

### 上り線（大阪方面）
- 駐車場
  - 大型10台
  - 小型16台
  - トレーラー2台
- トイレ
  - 男性　大3 （和式1・洋式2）・小3
  - 女性　5（和式1・洋式4）
  - 車椅子用　1
- 自動販売機（災害対応型自動販売機）

### 下り線（広島方面）
- 駐車場
  - 大型10台
  - 小型16台
  - トレーラー2台
- トイレ
  - 男性　大3（和式1・洋式2）・小3
  - 女性　5（和式1・洋式4）
  - 車椅子用　1
- 自動販売機（災害対応型自動販売機）

## 隣
E2A 中国自動車道
(PA)帝釈峡PA - (BS)帝釈BS - (PA)本村PA - (21)庄原IC/BS